# Cabello de Angel (manzana)
Cabello de Angel es el nombre de una variedad cultivar de manzano (Malus domestica). Esta manzana está cultivada en la colección de la Estación Experimental Aula Dei (Zaragoza) con nº de accesión "3255". Es originaria de la Comunidad autónoma de Aragón, actualmente ha decaído su cultivo de interés comercial, en detrimento del cultivo de variedades selectas foráneas.

## Sinónimos
- "Manzana Cabello de Angel",
- "Manzana Clemente Lavilla",
- "Cabello de Angel 3255".[5]

## Historia
'Cabello de Angel' es de origen desconocido, se la considera autóctona de la Provincia de Zaragoza de la comunidad autónoma de Aragón.
'Cabello de Angel' está considerada incluida en las variedades locales autóctonas muy antiguas, cuyo cultivo se centraba en comarcas muy definidas. Se caracterizaban por su buena adaptación a sus ecosistemas y podrían tener interés genético en virtud de su adaptación. Se encontraban diseminadas por todas las regiones fruteras españolas, aunque eran especialmente frecuentes en la España húmeda. Estas se podían clasificar en dos subgrupos: de mesa y de sidra (aunque algunas tenían aptitud mixta).
'Cabello de Angel' es una variedad clasificada como de mesa; difundido su cultivo en el pasado por los viveros comerciales y cuyo cultivo en la actualidad se ha reducido a huertos familiares y jardines privados.

## Características
El manzano de la variedad 'Cabello de Angel' tiene un vigor medio; porte desplegado, con tamaño de las hojas pequeño; tubo del cáliz pequeño o medio, en embudo corto o relativamente largo, y con los estambres insertos por debajo de la mitad.
La variedad de manzana 'Cabello de Angel' tiene un fruto de tamaño relativamente grande; forma cónico-truncada, suavemente acostillada, con contorno irregular; piel lisa, fina; con color de fondo amarillo limón, importancia del sobre color medio, color del sobre color rojo, distribución del sobre color en chapa, presentando chapa en el lado de la insolación, de extensión variada, de tono rojo más o menos vivo, o exento de ella, acusa punteado abundante del color del fondo, muy vistoso sobre la parte coloreada, aisladamente alguno ruginoso, y con una sensibilidad al "russeting" (pardeamiento áspero superficial que presentan algunas variedades) débil; pedúnculo de mediana longitud, fino, ensanchado en sus extremos y de tono rojizo, anchura de la cavidad peduncular estrecha, profundidad cavidad pedúncular profunda, con el fondo exento de chapa o suavemente iniciada de ruginosidad, bordes ondulados, y con una importancia del "russeting" en cavidad peduncular débil; anchura de la cavidad calicina amplia o mediana, profundidad de la cavidad calicina más o menos notable, levemente fruncida, bordes ondulados formando acostillado relativamente vistoso, y con importancia del "russeting" en cavidad calicina débil; ojo de tamaño pequeño, cerrado o abierto pero estrecho; sépalos pequeños o medianos, puntiagudos, erectos, y desde su mitad vueltos hacia fuera o entremezclados.
Carne de color crema claro con fibras amarillas; textura crujiente, fundente, jugosa; sabor suavemente acidulado; corazón grande o medio, centrado; eje cerrado o agrietado; celdas grandes y cartilaginosas; semillas medianamente pequeñas, anchas, color marrón en dos tonos pero predomina el marrón cobrizo.
La manzana 'Cabello de Angel' tiene una época de maduración y recolección muy tardía, su recolección se lleva a cabo en el otoño-invierno, desde mediados de octubre a finales de noviembre. Se usa como manzana de mesa fresca.